# 程鐸 (崇禎進士)
程鐸（？—？），湖廣德安府隨州人，明朝政治人物。

## 生平
崇禎元年（1628年）戊辰科進士，授廣東惠州府推官，卒於官。

## 軼事
《棗林雜俎》載其救人因得福報之奇事。